# Радиоемболизација
Радиоемболизација је селективно интраартеријско лечење радионуклидима (енг. selective intraarterial radionuclide therapy - SIRT) засновано на примени микросфера са итријумом-90 (Y-90), којом се рак јетре зрачи високом дозом радијације уз минимално излагања зрачењу здравог дела јетре.

## Основне информације
Радиоемболизација је првобитно развијен 1960-их, а потома је тестиран на туморима јетре 1980-их. Тек након дугих клиничких испитивања, постао је један од стандардних метода лечења тумора јетре 2000-их. 
Радиоактивна супстанца која се користи у радиоемболизацији је изотоп назван итријум-90 (Y-90), који се пуни у посебне честице смоле или стакла у индивидуалним дозама за сваког пацијента. Опсег зрачења Y-90 је око 2,5 мм, што значи да оштећује само подручје у круг од неколико милиметара, а не и околно ткиво јетре и друга здрава ткива.

## Индикације
Као и хемоемболизација и радиоемболизација се такође изводи само за туморе јетре. Иако су и хемоемболизација и радиоемболизација ретко коришћене методе оне су се показале успешним и у другим органима (мада нема довољно научних доказа који би подржали такву употребу). 
Радиоемболизација се углавном користи за примарне туморе јетре (ХЦК, холангиокарцином) и неке метастазе (колоректални карцином, НЕТ, дојке, плућа, итд.), попут хемоемболизације.
Иако се радиоемболизација широко користи у ХЦК, она се још увек не помиње у његовим класичним смерницама за лечење, за разлику од хемоемболизација. Међутим, најважнија предност радиоемболизација је то што се, за разлику од хемоемболизација  може безбедно користити код пацијената са ХЦК са великом оклузијом порталне вене. Радиоемболизација је такође коришћен код неких пацијената са умереним и узнапредовалим стадијумом ХЦК са хемотерапијом, након које су добијени успешни резултати.
Холангиокарцином, као што је ХЦК, је још један примарни тумор јетре у коме је радиоемболизација веома користан. Ови тумори генерално нису подложни хируршком лечењу или перкутаној аблацији када се дијагностикују, тако да су третмани као што су радиоемболизација и хемоемболизација од велике вредности.
Радиоемболизација се такође успешно примењује код многих врста метастаза, посебно метастаза рака дебелог црева. Код колоректалних метастаза, његова ефикасност се може повећати употребом хемотерапеутских лекова који повећавају осетљивост на радиотерапију. Слично, радиоемболизација може повећати осетљивост на хемотерапију и може учинити туморе подложним хемотерапији, који су раније били отпорни на хемотерапију.

## Контраиндикације
Апсолутне контраиндикације за лечење су:
- трудноћа,
- дојење
- животни век краћи од месец дана (јер терапија не би имала времена да делује).

Релативне контраиндикације су:
- екстензивно захваћена јетра и екстрахепатичне болести,
- акутна или тешка бубрежна инсуфицијенција (клиренс креатинина < 30 ml/мин),
- респираторна инсуфицијенција акутна или тешка,
- све контраиндикације за поремећај катетеризације јетре (алергија на контрастна средства, итд.),
- асцитес,
- клинички релевантна хепатична или респираторна инсуфицијенција,
- васкуларне абнормалности које могу изазвати рефлукс микросфера након њиховог ињектирања,
- шантова болест плућа откривена на скенирању пре третмана (више од 20% свих убризганих макроагрегата за перле од смоле или 610 MBq итријума-90 за стаклене перле),
- третман капецитабином у последња два месеца,
- екстралезионо ранжирање макроагрегата (откривено и током ангиографије и просечно пре предиктивне сцинтиграфије) које интервентни радиолог не може да коригује (релативна контраиндикација је и радиотерапија скоро целог паренхима јетре).

Примена лекова инхибитора ангиогенезе може изазвати компликације после лечења.

## Поступак
Мала цевчица се поставља у главну артерију која води до јетре (хепатична артерија) и кроз њу и из ње се ослобађају микроскопске честице. Ове честице стижу до тумора кроз крвне судове јетре и садрже радиоактивна супстанца која се зове итријум 90. Оне блокирају доток крви до тумора и истовремено емитују зрачење  које уништава околне туморске ћелије. С обзиром на прецизност технике, може да испоручи много већа доза зрачења у поређењу са дозом испорученом уобичајеним спољашњом терапијом. Радиоактивност честица се повлачи након две недеље.
Предност ове терапије је што може бити од користи без обзира на то колико су бројни и велики чворови у јетри, као и за лечење тумора који још увек постоје као неоткривен. 
Може се применити и код неких пацијената који не могу да примају  хемоемболизација или код оних који су веч примил хемоемболизацију, али не и код пацијената чији се тумор проширио изван јетре.

## Нежељени ефекти
Компликације укључују:
- пострадиоемболизацијски синдром (ПРС), укључује умор, мучнину, повраћање, нелагодност или бол у стомаку и кахексију, који се јављају код 20-70% пацијената.  Стероиди и антиеметици могу смањити учесталост ПРС.[8]
- хепатичне компликације, обухватају цирозу која доводи до порталне хипертензије, радиоемболизацију изазвану болест јетре (РЕИЛД), пролазно повећање ензима јетре и фулминантну инсуфицијенцију јетре.[8]
- жучне компликације, укључују холециститис и билијарне стриктуре.
- порталну хипертензију
- лимфопенију.

Компликације услед екстрахепатичног таложења укључују:
- радијациони пнеумонитис,
- гастроинтестиналне чиреве
- васкуларне повреде.[9]

## Регулаторно одобрење

### Сједињене Америчке Државе
Theraspheres (glass 90Y microspheres) одобрене су од стране Управе за храну и лекове (ФДА) у складу са изузетком хуманитарног уређаја за хепатоцелуларни карцином (ХЦK).
SIR-spheres (resin 90Y microspheres)  одобрене су од стране ФДА под претпродајним одобрењем за колоректалне метастазе у комбинацији сахемотерапијом.

### Европа
SIR-spheres су 2002. године добили ознаку ЦЕ као медицински уређај, за лечење узнапредовалих неоперабилних тумора јетре. SIR-spheres се даје кроз катетер у хепатичну артерију. Испоручује се у количини од 3 GBq итријума-90 по бочици у 5 ml воде за убризгавање у заштићеној бочици за транспорт. Свака бочица садржи 40 до 80 милиона микросфера, пречника од 20 до 60 микрометара (средњи пречник 32,5 микрометара). Максимални опсег бета емисије у ткиву је 11 мм са просеком од 2,5 mm. Просечан број имплантираних честица је 30 до 60 милиона.
Theraspheres су 2014. године добили ознаку ЦЕ као медицински уређај, за лечење хепатичне неоплазије.  Theraspheres се даје кроз катетер у хепатичну артерију. Испоручује се у 6 величина доза: 3 GBq, 5 GBq, 7 GBq, 10 GBq, 15 GBq или 20 GBq у 0,6 ml апирогене воде која се испоручује у бочици од 1 ml, унутар акрилног штита. Прилагођене величине дозе су такође доступне у корацима од 0,5 GBq између 3 GBqи 20 GBq. Један третман са Theraspheres садржи 1,2 милиона до 8 милиона микросфера. Препоручена доза за јетру је 80 Gy до 150 Gy.
QuiremSpheres (PLLA 166Ho microspheres)  добиле су ЦЕ ознаку у априлу 2015. године за лечење нересектабилних тумора јетре и тренутно су доступне само за европско тржиште. QuiremSpheres  се даје кроз катетер у хепатичну артерију. Производ се испоручује као доза која је прилагођена пацијенту. Максимални опсег емитованих бета честица у ткиву је 8,7 mm са просеком од 2,5 mm. Такође, холмијум-166 емитује примарне гама фотоне (81 кило електронволт, KeV). Полуживот је 26,8 сати, што значи да се више од 90% зрачења даје у прва 4 дана након процедуре. У тренутку третмана, активност по микросфери је 200 до 400 бекерела (Bq). Број имплантираних честица зависи од циљаног волумена јетре и креће се у просеку од 10 до 30 милиона.